# Optical Materials Express
Optical Materials Express (Kurzbezeichnung nach ISO 4: Opt. Mater. Express) ist eine wissenschaftliche Fachzeitschrift mit Peer-Review, die seit 2011 existiert und als Onlinezeitschrift nach dem Open-Access-Modell von der Optical Society (OSA, früher Optical Society of America) herausgegeben wird.
Die Artikel in Optical Materials Express erscheinen ausgabenunabhängig online; die Zeitschriftenausgaben erscheinen monatlich. Der thematische Bereich der Artikel in Optical Materials Express umfasst die Synthese, Verarbeitung und Charakterisierung von Materialien für Anwendungen in Optik und Photonik.
Mit einem Impact Factor (IF) von 2,673 für das Jahr 2018 nimmt die Zeitschrift in der Statistik der Journal Citation Reports den 35. Platz unter 95 Journalen im Themenbereich Optik ein. Im Bereich „Materialwissenschaft (multidisziplinär)“ belegt sie die 122. von 293 Positionen.
Wissenschaftliche Herausgeberin von Optical Materials Express ist Alexandra Boltasseva von der Purdue University; ihr Stellvertreter ist Juejun Hu vom Massachusetts Institute of Technology (beide USA).